# Mesogonia larvatula
Mesogonia larvatula är en insektsart som beskrevs av Gustav Breddin 1902. Mesogonia larvatula ingår i släktet Mesogonia och familjen dvärgstritar. Inga underarter finns listade i Catalogue of Life.